# بيل باركر
بيل باركر (بالإنجليزية: Bill Barker)‏ (31 مايو 1924 في المملكة المتحدة - 2002) هو لاعب كرة قدم بريطاني (وحمل سابقاً جنسية المملكة المتحدة لبريطانيا العظمى وأيرلندا) في مركز الهجوم. لعب مع ستوك سيتي.